# Hoplorida gabonica
Hoplorida gabonica är en skalbaggsart som beskrevs av Decelle 1972. Hoplorida gabonica ingår i släktet Hoplorida och familjen Melolonthidae. Inga underarter finns listade i Catalogue of Life.